# Șercaia (gmina)
Șercaia – gmina w Rumunii, w okręgu Braszów. Obejmuje miejscowości Hălmeag, Șercaia i Vad. W 2011 roku liczyła 2822 mieszkańców. 